# Гарусевич, Ян Семёнович
Ян Семёнович Гарусевич, пол. Jan Harusewicz (9 января 1863, Ломжа — 17 сентября 1929, Варшава) — врач, польский политик, депутат Государственной думы Российской империи всех четырёх созывов от Ломжинской губернии.

## Биография
Поляк, католик римско-католического вероисповедания, дворянин. Сын чиновника налоговой службы Семёна (Szymonа) и Леокадии Гарусевич (урождённой Zielińska). В 1880 окончил Ломжинскую классическую гимназию с золотой медалью.
В 1881 поступил на медицинский факультет Варшавского университета. В 1883 исключен на один год за участие в политических выступлениях. Восстановлен в университете после окончания срока наказания, окончил его в 1886. Освобожден от воинской повинности. Уездный врач, доктор медицины, коллежский советник. Занимался частной медицинской практикой в Ломже, затем в других городах (годовой заработок до 3 тысяч рублей).

### Политическая деятельность
В 1886 году Гарусевич вместе со своим другом со студенческих лет впоследствии лидером польского национального движения 3. Балицким принял участие в создании в Кракове Союза польской молодежи «Зет». В 1888 году был принят в Польскую лигу. После преобразования в 1893 году Национальной лиги был членом Верховного Совета Лиги. В 1888-1906 жил в городе Остров Ломжинской губернии. С 1903 занимал должность городского заседателя, сотрудничал в газете «Glos» («Голос»), а также в газетах Плоцка и Ломжи. Основатель и член многих благотворительных и сельскохозяйственных обществ. Основал в Острове кружок Польского образования «Матица» («Отчизна»), выступал за предоставление Царству Польскому широкой автономии. В связи с активной политической деятельностью подвергался судебным преследованиям. Владел недвижимым имуществом (по оценке около 6 тысяч рублей).

### Депутатская деятельность
24 апреля 1906 избран в I-ю Государственную думу Российской империи от общего состава выборщиков Ломжинского губернского избирательного собрания. Входил в Польское коло (один из руководителей фракции). 23 апреля 1906 года огласил заявление 27 членов Государственной Думу от Царства Польского, потребовав предоставления Царству Польскому автономии.
6 февраля 1907 избран во II-ю Думу от общего состава выборщиков Ломжинского губернского избирательного собрания. Товарищ (заместитель) председателя Польского коло. Вначале поддерживал председателя фракции Романа Дмовского, однако позднее разошелся с ним во взглядах на парламентскую тактику. В отличие от Дмовского, Гарусевич выступал противником сотрудничества с октябристами из-за их великорусской позиции по национальному вопросу. Занял место председателя фракции в феврале 1909 после отставки Дмовского с этого поста.
18 октября 1907 избран в III-ю Государственную Думу от общего состава выборщиков Ломжинского губернского избирательного собрания. Входил в Польское коло, в качестве председателя. Член комиссий:
- по народному образованию,
- по Наказу,
- по исполнению государственной росписи доходов и расходов,
- для рассмотрения законопроекта об уставе и штатов университетов,
- для рассмотрения законопроекта о гимназиях и подготовительных училищах,
- по направлению законодательных предположений.

Неоднократно выступал против отделения Холмской губернии из состава Царства Польского. Продолжал заниматься медицинской практикой. Приобрел деревянный дом с плацем (оценен в 6 тысяч рублей).
20 октября 1912 избран в IV-ю Государственную Думу от общего состава выборщиков Ломжинского губернского избирательного собрания. Входил в Польское коло в качестве товарища председателя. Член комиссий:
- по Наказу,
- по народному образованию,
- о народном здравии,
- по вероисповедным вопросам,
- по военным и морским делам,
- бюджетной, по исполнению государственной росписи доходов и расходов,
- по направлению законодательных предположений,
- для рассмотрения законопроекта об изменении устава о пенсиях и единовременных пособиях.

С началом 1-й мировой войны 1914-1918 стал более терпимо относиться к российскому правительству, занял антигерманскую позицию. В ноябре 1914 вошел в состав Национального польского комитета. После переезда комитета в Париж в 1918 году, был его представителем в Швеции и Финляндии. С начала 1916 член Главного правления Центрального гражданского комитета в Петрограде, безуспешно пытался наладить диалог с российским правительством о будущей судьбе польских земель. 22 февраля 1916 поднял этот вопрос на пленарном заседании Думы. 14 ноября 1916 выступил от имени Польского коло с протестом против акта от 5 ноября 1916, который подтверждал разделы Польши, отстаивал необходимость общего подхода членов Антанты к польскому вопросу.

## После революции
После Февральской революции 1917 вошел в состав Временного комитета Государственной думы, многократно выступал за создание независимой Польши, считал, что вопрос о политическом устройстве будущего польского государства должно разрешить Учредительное собрание, составленное на основе всеобщего, равного, прямого и тайного голосования из числа лиц, проживающих на польской территории вне зависимости от вероисповедания и национальности. В марте 1917 пытался найти поддержку у военного министра А. И. Гучкова и председателя Временного правительства князя Г. Е. Львова в деле создания национальных польских воинских формирований. Секретарь Национального польского комитета, созванного 2 апреля 1917 в Петрограде. Активно работал в польских национальных организациях, находившихся в России.
После октября 1917 жил в Петрограде на нелегальном положении до марта 1918, затем, воспользовавшись фальшивыми документами, выехал в Финляндию. До августа 1920 находился в странах Скандинавии. Вернувшись на родину в конце 1920, продолжал политическую деятельность. С 1922 депутат Польского сейма, в 1928 избран в Сенат. Продолжал также заниматься медицинской практикой.
Он умер 17 сентября 1929 года и был похоронен в Варшаве на кладбище "Старые Повонзки".

## Семья
- Жена — Амелия, урожденная Пачоская (1871—1962), племянница ботаника Юзефа Пачоского.
  - Сын — Мечислав Гарусевич (1899—1991), гидротехник, офицер польской армии и народный активист,
  - Дочь — Ванда (1897—1959), жена Игнация Чечотты (1890—1940), врача, офицера польской армии, расстрелянного НКВД под Харьковом в 1940 году[2].